# Glansfrangipani
Glansfrangipani (Plumeria obtusa) är en art i familjen oleanderväxter. Arten förekommer i norra och centrala Centralamerika och på Stora Antillerna.
Glansfrangipani är ett städsegrönt träd som kan bli fem meter högt. Grenarna är blekt gröna, tjocka och suckulenta. Bladskaften är fint håriga, bladskivan är omvänt äggrund till smalt omvänt äggrund, mörkt grön med glänsande översida. Bladnerverna är tydliga på undersidan, bladspetsen är rundad. Kronan är vit utan rosa inslag, upp till 8 cm i diameter med gult svalg, flikarna är utbredda, något tillbakadragna. Fruktskidorna blir 15 cm långa och 1,5 cm i diameter.
Arten liknar frangipani (P. rubra), men den arten har matta eller daggiga bladöversidor och spetsiga blad.

## Varieteter
Två varieteter kan urskiljas:
- var. obtusa - har mer eller mindre kala blad, bladskaft och blomställningar. Från Honduras, Bahamas, Kuba, Hispaniola, Jamaica och Puerto Rico.
- var. sericifolia - har bladundersidor och ibland även bladskaft och blomställningar, fint håriga. Utbredd från Mexiko till Honduras, Bahamas, Kuba och Hispaniola.

## Synonymer
var. obtusa
- Plumeria apiculata Urb.
- Plumeria bahamensis Urb.
- Plumeria barahonensis Urb.
- Plumeria beatensis Urb.
- Plumeria cayensis Urb.
- Plumeria clusioides Griseb.
- Plumeria clusioides var. parviflora (Griseb.) M.Gómez
- Plumeria confusa Britton
- Plumeria cubensis Urb.
- Plumeria cuneifolia Helwig
- Plumeria dictyophylla Urb.
- Plumeria ekmanii Urb.
- Plumeria emarginata Griseb.
- Plumeria estrellensis Urb.
- Plumeria inaguensis Britton
- Plumeria jamaicensis Britton
- Plumeria krugii Urb.
- Plumeria marchii Urb.
- Plumeria montana Britton & P.Wilson
- Plumeria nipensis Britton
- Plumeria obtusa var. laevis Griseb.
- Plumeria obtusa var. parviflora Griseb.
- Plumeria obtusa var. typica Woodson
- Plumeria ostenfeldii Urb.
- Plumeria portoricensis Urb.
- Plumeria tenorii Gazparr.
- Plumeria venosa Britton

var. sericifolia (C. H. Wright ex Griseb.) Woodson
- Plumeria casildensis Urb.
- Plumeria domingensis Urb.
- Plumeria emarginata var. sericifolia (C. Wright ex Griseb.) M. Gómez
- Plumeria gibbosa Urb.
- Plumeria lanata Britton
- Plumeria leuconeura Urb.
- Plumeria multiflora Standl.
- Plumeria pilosula Urb.
- Plumeria sericifolia C. Wright ex Griseb.
- Plumeria trinitensis Britton
- Plumeria tuberculata Lodd.